# البطولات الوطنية الأمريكية 1899 (كرة مضرب)
قائمة بالأبطال في 1899 البطولات الوطنية الأمريكية لكرة المضرب (المعروفة الآن باسم أمريكا المفتوحة):

## الكبار

### فردي رجال
مالكوم وايتمان هزم  ج. بارملي باريت 6-1 6-2 3-6 7-5

### فردي سيدات
ماريون جونس هزم  ماود بانكس 6-1, 6-1, 7-5